# Gündeğdi, Karakoçan
Gündeğdi là một xã thuộc huyện Karakoçan, tỉnh Elâzığ, Thổ Nhĩ Kỳ. Dân số thời điểm năm 2011 là 340 người.